# Рукобитие

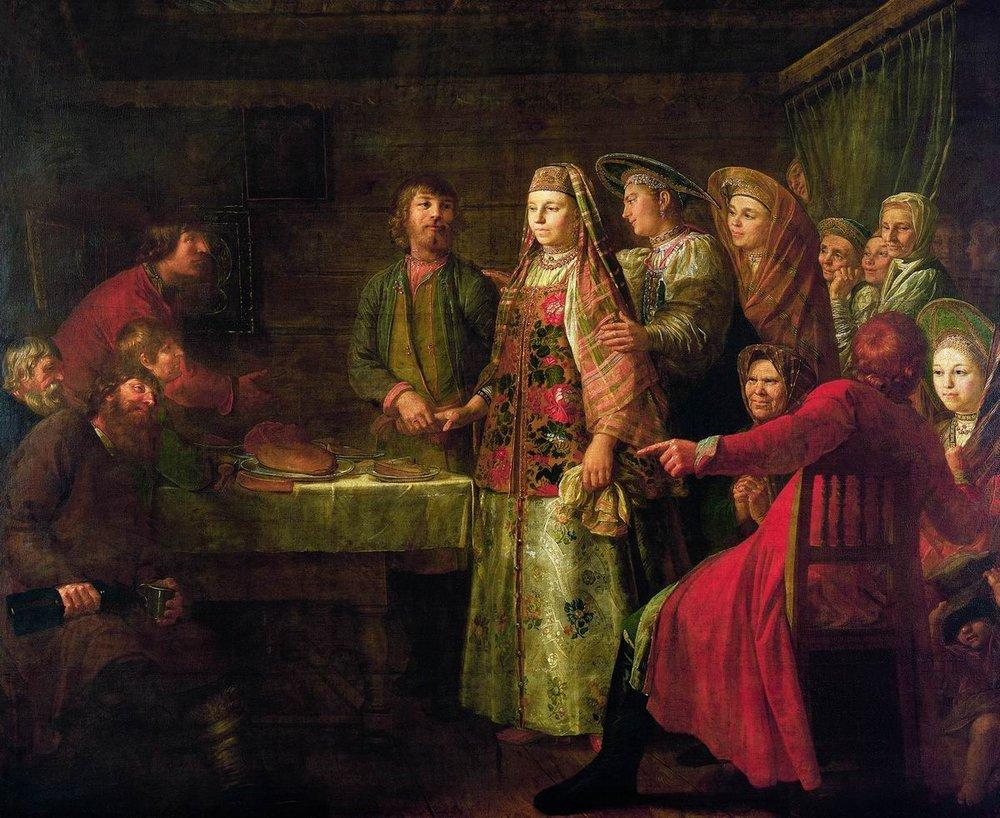
М. Шибанов. Празднество свадебного договора. 1777

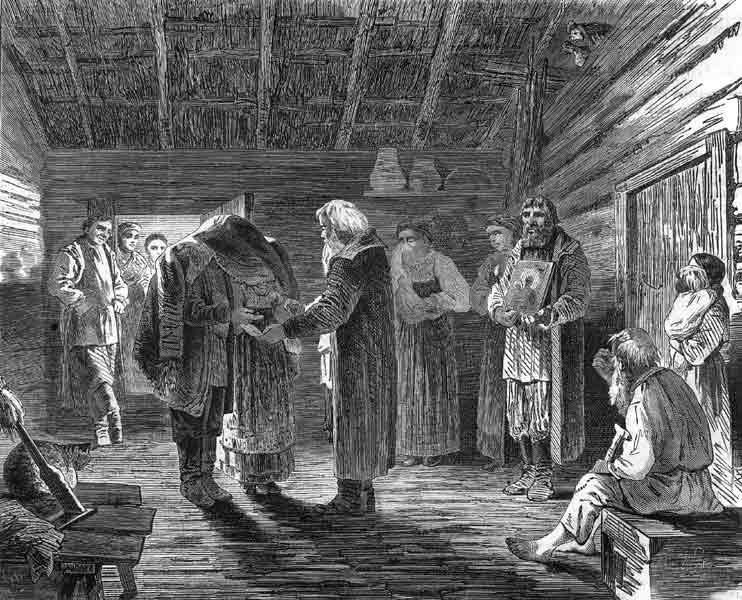
А. Зубчанинов. Крестьянская помолвка

Рукобитье (обручение, помолвка, сговор, запой, заручины, просватанье, своды) — часть русского свадебного обряда, в ходе которой отцы жениха и невесты договаривались по поводу свадьбы детей.
После успешного сватовства, дня через 2—3 родители молодых организовывали так называемый «сговор», «запой», «рукобитье». Эта терминология обозначала содержание определенного предсвадебного этапа, характерного для русских на всей территории России. При этом договаривались о сроке свадьбы, о предстоящих расходах, количестве подарков, о кладке (форма материального обеспечения невесты со стороны родственников жениха), приданом и т. д. Также при рукобитье распределяли свадебные чины. В заключение, отцы жениха и невесты били друг друга по рукам, нередко для этого надевая холщовые рукавицы. Все это должно было означать крепость и обязательность выполнения договора. После «рукобития» невеста считалась просватанной.